# Amanda Marshall
Amanda Marshall (Toronto, 29 de Agosto de 1972) é uma cantora canadiana, mais conhecida pela seu êxito de 1996 "Let it Rain".
Amanda cresceu em Toronto numa família bi-racial, de pai caucasiano e mãe caribeana-canadiana. Muitas das suas canções reflectem a sua identidade racial “como uma mulher que aparenta ser branca mas também é metade negra”.

## Discografia
- 1995 - Amanda Marshall
- 1999 - Tuesday's Child
- 2001 - Everybody's Got a Story